# Acar sociella
Acar sociella is een tweekleppigensoort uit de familie van de Arcidae. De wetenschappelijke naam van de soort is voor het eerst geldig gepubliceerd in 1926 door A. E. Brookes.